# Archives nationales d'Écosse
Pour les articles homonymes, voir Archives nationales (homonymie).

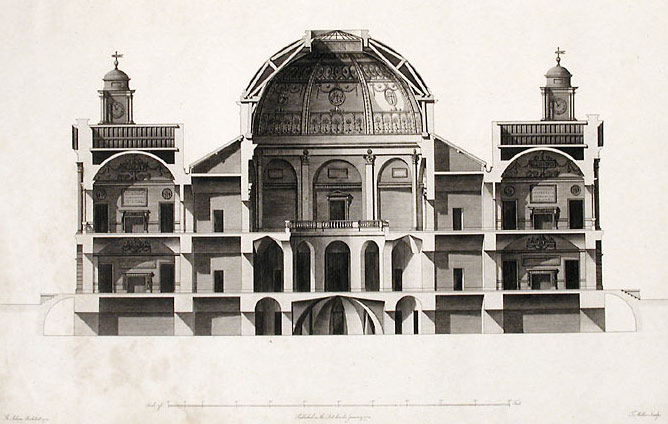
Coupe du General Register House construit par Robert Adam en 1789.

Les Archives nationales d'Écosse (National Records of Scotland, auparavant National Archives of Scotland, dénomination qui a remplacé celle de Scottish Record Office en 1993) sont un département du gouvernement écossais non dépendant d’un ministère.Les Archives nationales d’Écosse sont dirigées par Paul Lowe, le Registraire Général pour l’Écosse (Registrar General for Scotland) et le Gardien des Archives de l’Écosse (Keeper of the Records of Scotland). Elles naissent de la fusion des National Archives of Scotland avec le General Register Office for Scotland le 1er avril 2011.

## Responsabilités
Les Archives nationales d’Écosse sont l’organisme responsable de la conservation des archives légales et publiques d’Écosse, des recensements, de l’enregistrement de documents civils ainsi que de la publication de statistiques sur la population écossaise, dont des statistiques électorales et des données sur l’espérance de vie. L’organisme supervise aussi la gestion documentaire d’organismes publics.

## Historique
Les premières tentatives d'organiser les archives de l'État écossais datent du XIIIe siècle, mais ce n'est qu'au XVIe siècle qu'est créée une register house dans le château d'Édimbourg pour conserver les archives accumulées au fil des siècles. La guerre civile au siècle suivant entraîne des changements aux archives, à la fois par des destructions et par des transferts d'une partie des fonds d'archives ailleurs en Écosse et à Londres, d'où ils ne reviendront pas tous. En 1765, la décision est prise de construire un bâtiment ad hoc pour les archives, mais sa construction, commencée en 1774 sous la direction de l'architecte Robert Adam, s'avère particulièrement laborieuse du fait de restrictions budgétaires et n’est terminée selon les plans initiaux qu’au cours des années 1820. Son état prolongé d'inachèvement (seul le gros œuvre était construit) lui vaut le surnom de « pigeonnier le plus cher d'Europe ». Finalement inaugurée en 1789, la General Register House est le plus ancien bâtiment spécifiquement construit pour des archives à être encore en usage, puisque les bâtiments d'archives créés aux XVIIe et XVIIIe siècles sur le continent l'avaient été par réaménagement de bâtiments existants.
La New Register House, un deuxième bâtiment, est terminée en 1863, après l’ajout d’extensions à la General Register House pour combler un manque d’espace pour conserver les archives.Un troisième bâtiment, la West Register House, résulte de la conversion de la St George’s Church après sa fermeture. Les modifications apportées à l’église se sont échelonnées de 1968 à 1971 et ne concernaient que l’intérieur du bâtiment, la façade ayant été conservée dans son état originel. Enfin, une annexe ayant une capacité de stockage de 37 kilomètres linéaires, la Thomas Thomson House, est construite à l'ouest d'Édimbourg en 1994.

## Le Scottish Archive Network (SCAN)
Depuis la fin des années 1990, les Archives nationales d'Écosse ont entrepris un important projet de numérisation et de catalogage de documents d’archives écossais, connu sous le nom de Scottish Archive Network (SCAN). Ont notamment été numérisés et indexés plus d'un demi-million de testaments enregistrés en Écosse entre 1513 et 1901, tous désormais consultables gratuitement en ligne.
L’objectif initial du projet SCAN était de rassembler, en un seul catalogue, les notices de plus de 50 dépôts d’archives et de leurs fonds ou collections. Au total, ce sont maintenant 62 dépôts d’archives qui sont repérables dans le catalogue SCAN. Cet outil de repérage centralisé est utile pour connaître les différents dépôts d’archives existants, les fonds qu’ils détiennent et leur accessibilité, mais la majorité du contenu des fonds n’est toujours pas disponible en ligne.
En partenariat avec les Archives nationales d’Écosse, le « National Council on Archives » (NCA) s’affaire présentement à la création d’un nouveau portail pour le SCAN afin d’améliorer l’accès aux collections d’archives disponibles,. Celui-ci devrait aussi faciliter l’exportation de données à intégrer au catalogue pour les gestionnaires des dépôts d’archives, ce qui favorisera la croissance du catalogue tout en permettant une description plus approfondie des fonds. D’ailleurs, l’accès à des descriptions au niveau des pièces se veut l’un des principaux attraits du nouveau portail. Son lancement est prévu pour 2020.

## Open Book
Les Archives nationales d’Écosse publient de nombreux articles sur leur blog officiel intitulé « Open Book ». Ces articles portent sur des sujets variés comprenant notamment la conservation de documents et la préservation numérique.